# クロフネサプライズ
クロフネサプライズは、日本の競走馬。馬名の由来は、父名＋驚いた。おもな勝ち鞍は2013年チューリップ賞。

## 経歴

### 2歳（2012年）
デビューは8月4日の小倉競馬場の芝1200mの2歳新馬戦。先行するも4着に敗れた。続く8月25日の小倉の未勝利戦は先行抜け出しで初勝利を飾った。しかし連闘で臨んだ小倉2歳ステークスは出遅れて、前へ行けず9着に敗れた。10月13日のりんどう賞はスタート良く早々に抜け出すと、そのままトップを譲ることなく逃げ切って2勝目を飾った。そして暮れの阪神ジュベナイルフィリーズは道中2番手追走し、最後の直線で一度は先頭に立つも追い込んで来たローブティサージュに交わされ、差し返そうとする粘りを見せたがクビ差の2着に敗れた。

### 3歳（2013年）
チューリップ賞では新馬戦以来となる武豊とコンビを組む。スタート直後は先団にて他馬の様子を伺っていたが、逃げ馬がいないと見るや抜け出して先頭でレースを進める。最後の直線で人気馬が後方から追い込むものの上がり34.7秒の脚でむしろ突き放し、2着以下に3馬身半差をつける圧勝で3勝目を挙げ、重賞初制覇を飾った。
桜花賞前哨戦において他の人気馬が結果を残せない状況が続く中、本番と同一条件の阪神ジュベナイルフィリーズ、チューリップ賞において、それぞれハイペースで他の先行馬が崩れる中粘っての2着、スローペースで先行し突き放しての1着と安定した成績を残したことが評価され、混戦と言われた第73回桜花賞では2.8倍の1番人気に推された。7枠13番の外枠からまずまずのスタートを切ったが、序盤掛かり気味でレースを進めたことが災いし、4コーナーで先頭に立ち自分の形に持ち込むも直線半ばで追い込んで来たアユサン、レッドオーヴァルに交わされ、差し替えす気力を見せたがここで力尽き、最後はプリンセスジャックにもクビ差で交わされ4着に敗れた。鞍上の武豊は自身の持つ桜花賞最多勝利数の更新は叶わず、レース後「4角からはいいリズムで走れたが、前走（チューリップ賞1着）ほどの反応がなかった。途中で力んだ分かな。残念です」と悔しさを覗かせた。
次走は当初NHKマイルカップも視野に入れていたが、レース後のダメージと回復期間を考えオークスに向けて巻き返しを図ることになった。オークスはデニムアンドルビー、レッドオーヴァル、アユサンに次ぐ4番人気となる。レース前から逃げを宣言していた陣営の言葉通り、8枠16番からスタート後1コーナー手前で早くも先頭に立つと、最初の1000mを59秒1のペースで飛ばし後続を引き離したが、徐々に差を詰められ最後の直線半ばまでに後続に捉えられるとそのまま後退し、12着に沈んだ。レース後、帰厩の際に左前脚の歩様に違和感を感じたためレントゲン検査をした結果、左前脚の膝を骨折していることが判明した。

### 4歳（2014年）
クロフネサプライズが左前脚の骨折から復帰したのは、11ヶ月後の阪神牝馬ステークスだった。4コーナーまでは先頭だったが、直線で失速し8着に終わった。続くヴィクトリアマイルではヴィルシーナに先頭を奪われて、2番手からの競馬となり、直線に入ると全く伸びず、14着と大敗を喫した。
続く中京記念では、何とか先頭に立つことができたものの3コーナーを過ぎた辺りから早くも失速し、14着に敗れた。復帰後、芝で3戦したものの掲示板すら載れない状況が続いたため、クロフネサプライズが次走に選んだのはダートのオープン特別・阿蘇ステークスだった。藤岡佑介との初コンビ、初のダート戦ながら3番人気に推されたが、4コーナー手前で失速し15着に終わった。
そして、10月3日。調教中につまづき転倒。錯乱したクロフネサプライズは鞍上の調教助手を振り落として逃走すると、カーブを曲がりきれずに逍遙馬道のラチに激突してしまう。それによって左第3中手骨開放骨折を発症したために予後不良となり、安楽死の処置が採られた。

## 競走成績
| 競走日     | 競馬場 | 競走名             | 格      | 距離（馬場）  | 頭 数 | 枠 番 | 馬 番 | オッズ （人気） | 着順 | タイム （上り3F） | 着差 | 騎手     | 斤量 | 1着馬（2着馬）         |
| ---------- | ------ | ------------------ | ------- | ------------- | ----- | ----- | ----- | --------------- | ---- | ----------------- | ---- | -------- | ---- | ---------------------- |
| 2012.08.04 | 小倉   | 2歳新馬            |         | 芝1200m（良） | 13    | 4     | 5     | 02.70（1人）    | 04着 | 1:09.5 (35.9)     | -0.1 | 武豊     | 54Kg | エピカ                 |
| 0000.08.25 | 小倉   | 2歳未勝利          |         | 芝1200m（良） | 11    | 1     | 1     | 02.40（1人）    | 01着 | 1:08.2 (35.0)     | -0.0 | 浜中俊   | 54Kg | （パリュール）         |
| 0000.09.02 | 小倉   | 小倉2歳S           | GIII    | 芝1200m（良） | 17    | 4     | 7     | 23.60（8人）    | 09着 | 1:08.6 (35.0)     | -0.7 | 熊沢重文 | 54Kg | マイネルエテルネル     |
| 0000.10.13 | 京都   | りんどう賞         | 500万下 | 芝1400m（良） | 10    | 7     | 7     | 13.00（5人）    | 01着 | 1:21.9 (34.5)     | -0.2 | 浜中俊   | 54Kg | （ローガンサファイア） |
| 0000.12.09 | 阪神   | 阪神JF             | GI      | 芝1600m（良） | 18    | 4     | 7     | 89.9（15人）    | 02着 | 1:34.2 (36.3)     | -0.0 | 柴山雄一 | 54Kg | ローブティサージュ     |
| 2013.03.02 | 阪神   | チューリップ賞     | GIII    | 芝1600m（良） | 15    | 4     | 7     | 06.50（3人）    | 01着 | 1:34.9 (34.7)     | -0.6 | 武豊     | 54Kg | （ウインプリメーラ）   |
| 0000.04.07 | 阪神   | 桜花賞             | GI      | 芝1600m（良） | 18    | 7     | 13    | 02.80（1人）    | 04着 | 1:35.4 (36.5)     | -0.4 | 武豊     | 55Kg | アユサン               |
| 0000.05.19 | 東京   | 優駿牝馬           | GI      | 芝2400m（良） | 18    | 8     | 16    | 08.10（4人）    | 12着 | 2:27.1 (37.6)     | -1.9 | 武豊     | 55Kg | メイショウマンボ       |
| 2014.04.12 | 阪神   | 阪神牝馬S          | GII     | 芝1400m（良） | 13    | 7     | 11    | 15.90（7人）    | 08着 | 1:20.5 (35.0)     | -0.2 | 柴山雄一 | 54Kg | スマートレイアー       |
| 0000.05.18 | 東京   | ヴィクトリアマイル | GI      | 芝1600m（良） | 18    | 1     | 2     | 24.00（8人）    | 14着 | 1:33.1 (35.0)     | -0.8 | 柴山雄一 | 55Kg | ヴィルシーナ           |
| 0000.07.27 | 中京   | 中京記念           | GIII    | 芝1600m（稍） | 16    | 5     | 9     | 15.50（8人）    | 14着 | 1:39.1 (38.9)     | -2.0 | 柴山雄一 | 53Kg | サダムパテック         |
| 0000.08.17 | 小倉   | 阿蘇S              | OP      | ダ1700m（稍） | 15    | 8     | 14    | 09.40（3人）    | 15着 | 1:46.6 (39.7)     | -3.6 | 藤岡佑介 | 53Kg | メイショウコロンボ     |

## 血統表
| クロフネサプライズの血統（*印は海外産の日本輸入馬） | クロフネサプライズの血統（*印は海外産の日本輸入馬）        | クロフネサプライズの血統（*印は海外産の日本輸入馬） | （血統表の出典）                                 | （血統表の出典）  |
| 父系                                                | デピュティミニスター系（ヴァイスリージェント系）           | デピュティミニスター系（ヴァイスリージェント系）    | デピュティミニスター系（ヴァイスリージェント系） | [ § 2 ]           |
| 父 *クロフネ Kurofune 1998 芦毛 アメリカ            | 父の父*フレンチデピュティ French Deputy 1992 栗毛 アメリカ | Deputy Minister 1979                                | Vice Regent                                      | Vice Regent       |
| 父 *クロフネ Kurofune 1998 芦毛 アメリカ            | 父の父*フレンチデピュティ French Deputy 1992 栗毛 アメリカ | Deputy Minister 1979                                | Mint Copy                                        |                   |
| 父 *クロフネ Kurofune 1998 芦毛 アメリカ            | 父の父*フレンチデピュティ French Deputy 1992 栗毛 アメリカ | Mitterand 1981                                      | Hold Your Peace                                  | Hold Your Peace   |
| 父 *クロフネ Kurofune 1998 芦毛 アメリカ            | 父の父*フレンチデピュティ French Deputy 1992 栗毛 アメリカ | Mitterand 1981                                      | Laredo Lass                                      |                   |
| 父 *クロフネ Kurofune 1998 芦毛 アメリカ            | 父の母*ブルーアヴェニュー Blue Avenue 1990 芦毛 アメリカ   | Classic Go Go 1978                                  | Pago Pago                                        | Pago Pago         |
| 父 *クロフネ Kurofune 1998 芦毛 アメリカ            | 父の母*ブルーアヴェニュー Blue Avenue 1990 芦毛 アメリカ   | Classic Go Go 1978                                  | Classic Perfection                               |                   |
| 父 *クロフネ Kurofune 1998 芦毛 アメリカ            | 父の母*ブルーアヴェニュー Blue Avenue 1990 芦毛 アメリカ   | Eliza Blue 1983                                     | Icecapade                                        | Icecapade         |
| 父 *クロフネ Kurofune 1998 芦毛 アメリカ            | 父の母*ブルーアヴェニュー Blue Avenue 1990 芦毛 アメリカ   | Eliza Blue 1983                                     | *コレラ Corella                                  |                   |
| 母 アイアンブリッジ 1998 鹿毛 北海道追分町          | 母の父*トニービン Tony Bin 1983 鹿毛 アイルランド          | *カンパラ Kampala 1976                              | Kalamoun                                         | Kalamoun          |
| 母 アイアンブリッジ 1998 鹿毛 北海道追分町          | 母の父*トニービン Tony Bin 1983 鹿毛 アイルランド          | *カンパラ Kampala 1976                              | State Pension                                    |                   |
| 母 アイアンブリッジ 1998 鹿毛 北海道追分町          | 母の父*トニービン Tony Bin 1983 鹿毛 アイルランド          | Severn Bridge 1965                                  | Hornbeam                                         | Hornbeam          |
| 母 アイアンブリッジ 1998 鹿毛 北海道追分町          | 母の父*トニービン Tony Bin 1983 鹿毛 アイルランド          | Severn Bridge 1965                                  | Priddy Fair                                      |                   |
| 母 アイアンブリッジ 1998 鹿毛 北海道追分町          | 母の母パイナップルスター 1988 黒鹿毛 北海道早来町          | ニホンピロウイナー 1980                             | *スティールハート                                | *スティールハート |
| 母 アイアンブリッジ 1998 鹿毛 北海道追分町          | 母の母パイナップルスター 1988 黒鹿毛 北海道早来町          | ニホンピロウイナー 1980                             | ニホンピロエバート                               |                   |
| 母 アイアンブリッジ 1998 鹿毛 北海道追分町          | 母の母パイナップルスター 1988 黒鹿毛 北海道早来町          | ダイナスワップス 1979                               | *ノーザンテースト                                | *ノーザンテースト |
| 母 アイアンブリッジ 1998 鹿毛 北海道追分町          | 母の母パイナップルスター 1988 黒鹿毛 北海道早来町          | ダイナスワップス 1979                               | *サニースワップス F-No.A4                        |                   |
| 母系(F-No.)                                         | サニースワップス系(FN:A4)                                  | サニースワップス系(FN:A4)                           | サニースワップス系(FN:A4)                        | [ § 3 ]           |
| 5代内の近親交配                                     | Northern Dancer 5×5=6.25%                                  | Northern Dancer 5×5=6.25%                           | Northern Dancer 5×5=6.25%                        | [ § 4 ]           |
| 出典                                                | 1. 2. 3. 4.                                                | 1. 2. 3. 4.                                         | 1. 2. 3. 4.                                      | 1. 2. 3. 4.       |

- 母の半姉のティアドロップスの仔に京都金杯、七夕賞、オールカマー優勝馬マイネルラクリマがいる。
- 近親にダートGI4勝、ドバイワールドカップ2着のトランセンド、アルゼンチン共和国杯優勝馬サクラサニーオーや北九州記念優勝馬ダンディコマンドがいる。